# دانتي أغوستيني (راكب الكنو)
دانتي أغوستيني (بالإيطالية: Dante Agostini)‏ هو راكب الكنو إيطالي، ولد في 18 نوفمبر 1923 في فابريكا دي روما في إيطاليا.

## وصلات خارجية
- دانتي أغوستيني على موقع اللجنة الأولمبية الدولية (الإنجليزية)
- دانتي أغوستيني على موقع أوليمبيديا (الإنجليزية)